# Kasteel Batenborch

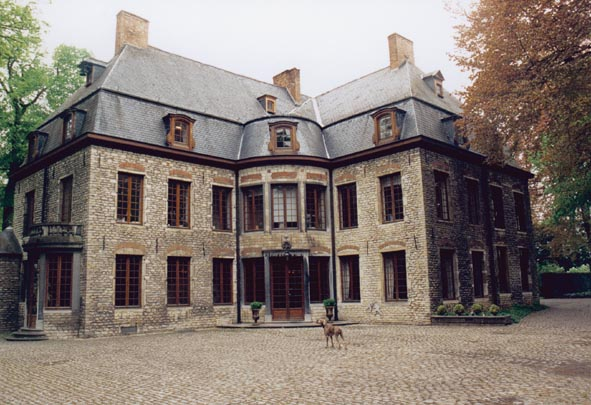
Kasteel Batenborch

Kasteel Batenborch is een kasteel in de tot de Vlaams-Brabantse gemeente Vilvoorde behorende plaats Peutie, gelegen aan de Vijfhoekstraat 40 en 40 A,B.

## Geschiedenis
Hier zou al voor de 12e eeuw een mottekasteel zijn gebouwd. In 1430 werd het goed voor het eerst vermeld, maar tijdens de godsdiensttwisten werd de burcht vrijwel geheel verwoest en in 1598 was deze sterk vervallen. Toen werd het goed verkocht aan Robert de Moens, die heer van Zelem was. Later werd in opdracht van diens weduwe, Catharina de Baudequin, welke in 1615-1616 het goed liet renoveren. Er ontstond een ommuurd rechthoekig gebouwencomplex, gegroepeerd om een rechthoekige binnenplaats. In onder meer 1730 en 1869 vonden belangrijke herstellingen en wijzigingen plaats.
Het geslacht de Baudequin bleef eigenaar tot 1808. Men vestigde zich nadien te Huldenberg. Vanaf 1830 werd het kasteel verhuurd en omstreeks 1889 werd het verkocht. Er kwam uiteindelijk een Executive-search bedrijf in het kasteel dat eveneens de naam Batenborch droeg.

## Gebouw
Het kasteel heeft een 17e-eeuwse kern en kende verbouwingen in de 18e en 19e eeuw. Het heeft een L-vormige grondstructuur met enkele aanbouwsels. De gevels werden in zandsteen uitgevoerd. In de oksel van de L bevindt zich een halfronde ingangspartij die mogelijk in de 19e eeuw werd aangebracht.
De vertrekken werden ingericht als kantoorruimte. Enkele elementen zoals een schouw en de boekenkasten in de bibliotheek zijn nog van de voorgaande bestemmingen. De kelders, onder de noordoostelijke vleugel, zouden zelfs van vóór 1598 kunnen dateren.

## Dienstwoningen
De rentmeesterswoning werd omstreeks 1975 geheel gerenoveerd, maar in de kern is het een 16e-eeuwse tuinmanswoning. Verder is er een koetshuis van 1884.

## Domein
Het domein beslaat 25 ha. Aan wegenaanleg werd een deel van het domein opgeofferd. De firma Batenborch heeft in de omgeving van het kasteel een nieuwe parkaanleg gerealiseerd met vijver, fontein en gesnoeide bomen. De oudste bomen in het domein zijn van na de Eerste Wereldoorlog.